# Adobe FreeHand
Adobe FreeHand (dawniej Macromedia FreeHand) – program komputerowy do tworzenia statycznej grafiki wektorowej. Pierwotnie rozwijany przez firmę Aldus na licencji Altsysa. W 1994 po przejęciu Aldusa przez Adobe Systems – aby uniknąć oskarżeń antymonopolowych – odstąpiony macierzystej firmie, która została wykupiona przez Macromedia. Pliki zapisywane przez FreeHand mają rozszerzenie *.fh

## Historia
Aldus wydał wersje 1 – 4. Po przejęciu Altsysa przez Macromedia ukazały się wersje 5, 5.5 (tylko dla komputerów Apple) oraz wieloplatformowe 7, 8, 9, 10, 11/MX.
Wsparcie użytkownikom programu oferuje społeczność FreeHand Forum.